# Canthylidia flavitincta
Canthylidia flavitincta là một loài bướm đêm trong họ Noctuidae.